# Anett Fritsch

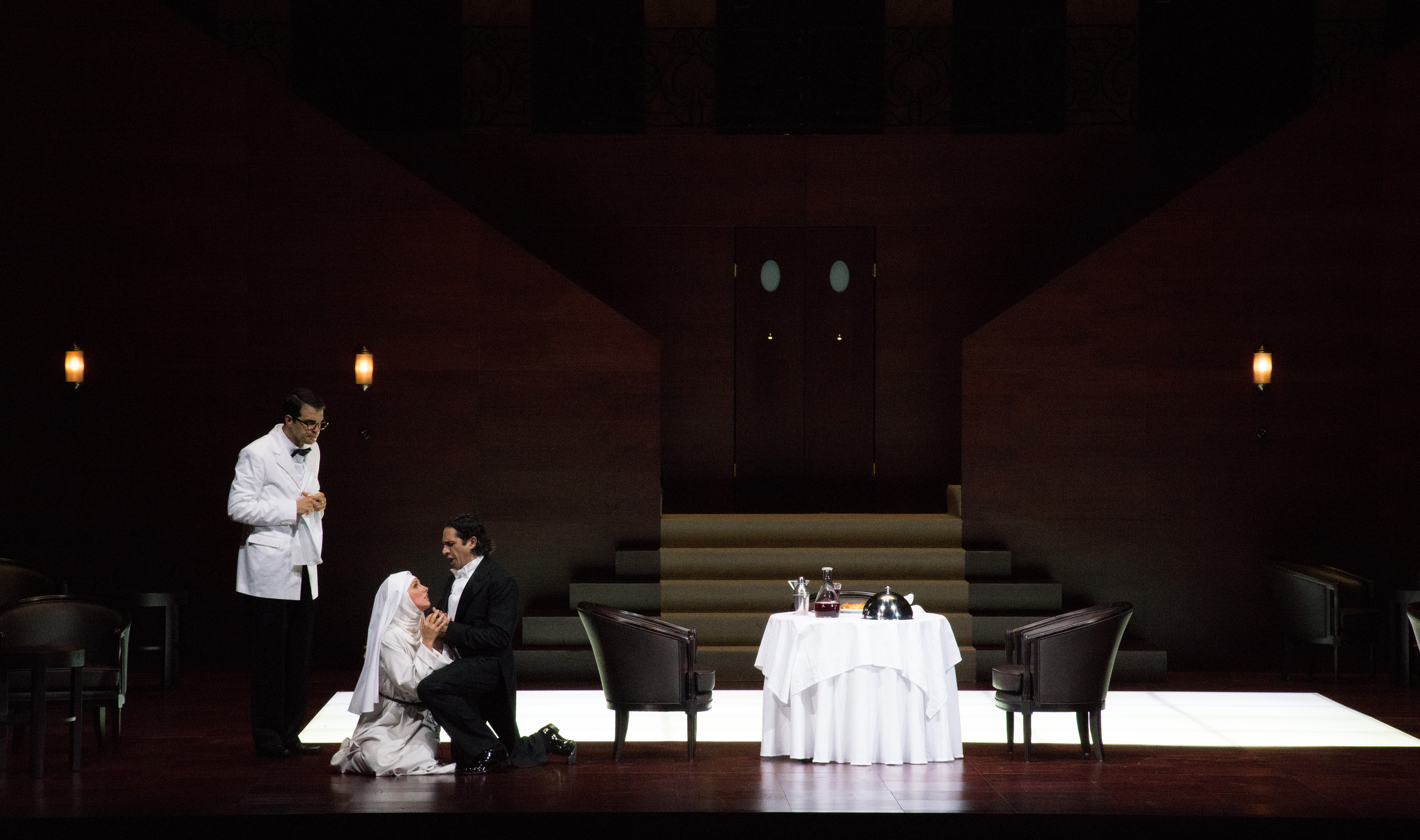
Luca Pisaroni, Anett Fritsch und Ildebrando D’Arcangelo, Don Giovanni, Salzburger Festspiele 2014

Anett Fritsch (geboren 1986 in Plauen) ist eine deutsche Opernsängerin (Sopran).

## Leben
Fritsch absolvierte das Adolph-Diesterweg-Gymnasium in ihrer Heimatstadt und studierte danach bei Jürgen Kurth an der Hochschule für Musik und Theater „Felix Mendelssohn Bartholdy“ Leipzig. Sie wurde von Ruth Ziesak und Anna Reynolds und wird von Carol Vaness gesangstechnisch begleitet. Zwischen 2001 und 2007 gewann sie einige Gesangswettbewerbe.
Während ihres ersten Engagements an der Oper Leipzig sang sie eine Reihe von kleineren Rollen, wie die Giannetta im L’elisir d’amore oder die Frasquita in der Carmen. Es folgten die Mimì in La Bohème am Theater Bielefeld und die Marzelline im Fidelio bei den Tiroler Festspielen in Erl. Seit 2009 gehört Fritsch dem Ensemble der Deutschen Oper am Rhein an, wo sie neben zentralen Mozart-Rollen – Pamina, Konstanze und Susanna – auch die Marie in Donizettis La fille du régiment sang, ebenso die Anne Trulove in Strawinskys The Rake’s Progress und die Blanche in Poulencs Dialogues des Carmélites.
2011 debütierte Fritsch beim Glyndebourne Festival als Almirena in Händels Rinaldo, 2012 im Theater an der Wien als Merione in Glucks Telemaco unter René Jacobs und schließlich 2013 am Teatro Real in Madrid als Fiordiligi in der Michael-Haneke-Inszenierung von Mozarts Così fan tutte. In dieser Produktion war Fritsch auch am Théâtre de la Monnaie in Brüssel und bei den Wiener Festwochen 2014 zu sehen und zu hören. Auf einer Konzerttournee mit René Jacobs und dem Freiburger Barockorchester im Herbst 2013 – unter anderem in Paris, Lyon und Barcelona – sang sie konzertant erstmals den Cherubino. Im Juli 2014 folgte ihr Debüt bei den Salzburger Festspielen, als Donna Elvira in einer neuen Don-Giovanni-Inszenierung von Sven-Eric Bechtolf mit Christoph Eschenbach am Pult.
Im September 2014 sang sie am Teatro Real von Madrid erstmals die Figaro-Gräfin, die sie im April 2015 auch im Theater an der Wien übernahm und auch bei den Salzburger Festspielen 2015 in einer Sven-Eric Bechtolf-Inszenierung verkörperte. Dazwischen folgte im Juni 2015 das szenische Debüt als Cherubino an der Bayerischen Staatsoper in München. Damit zählt Fritsch zu den wenigen Sängerinnen, die alle drei zentralen Frauenrollen in Le nozze di Figaro verkörperten.
Seit Februar 2016 ist sie mit Sven-Eric Bechtolf verheiratet.

## Auszeichnungen
- 2001 Internationaler Johann-Sebastian-Bach-Wettbewerb, Erster Preis
- 2006 und 2007 Internationaler Gesangswettbewerb der Kammeroper Schloss Rheinsberg, Preisträgerin